# 백형린
백형린(白衡璘 또는 白衡麟, 1879년 11월 30일 ~ 1925년 1월 14일)은 대한제국 시기에 일진회 회원으로, 일제강점기 당시에 만주 지역에서 만주보민회 회원으로 활동했던 인물로, 본적은 평안북도 태천군 동면이다.

## 생애
1907년 전후에 서간도 지역에서 일진회 간부로 활동했으며 1920년 1월 만주보민주식회사(滿洲保民株式會社) 발기인으로 참여했다. 같은 해 일본 제국은 남만주의 치안 공백을 메우기 위한 차원에서 만주보민회를 발족시켰는데 백형린은 여기에 가담하여 간부가 되었다. 만주보민회가 창설된 1920년 3월부터 해체된 1924년 1월까지 약 4년 동안 흥경(興京, 싱징)지부장을 역임했다.
당시 신빈 지역(현재의 중화인민공화국 랴오닝성 푸순 시 신빈 만족 자치현)은 항일 세력의 주요 근거지 중 하나였다. 백형린은 이 지역 만주보민회 책임자로서 순회 강연을 통해 항일 세력과 일반 주민을 떼어놓거나 독립군 부대를 회유, 체포하는 일에 앞장섰다. 1921년 5월 홍묘자(紅廟子) 독립단 토벌에 직접 가담했다. 백형린 일행은 항일 무장 세력이 이미 도피해버린 마을에 진입해 노인과 부녀자, 어린이를 참혹하게 구타하여 분풀이한 뒤 독립단 소속으로 의심되는 농부를 끌고 가서 살해하기도 했다.
이와 같은 활동으로 인해 순회 강연을 마치고 돌아오던 중에 공격을 받아 일행 가운데 사상자가 발생한 일이 있었으며 1921년 9월 20일에는 그의 아버지인 백용범(白用範, 당시 72세)이 항일 조직(당시 일본 측에서는 "불령배"라고 불렀음)의 습격을 받고 살해당하는 사건이 발생했다. 그러나 백형린은 계속 직무에 충실하여 일제 관헌으로부터 인정을 받았고 1924년 4월 만주보민회가 해체될 때 일본 정부로부터 해산분배금 225원을 받았다.
1924년 3월 싱징 현 신빈보(興京縣 新賓堡, 흥경현 신빈보)에서 신설된 조선인 단체인 흥경조선인회(興京朝鮮人會) 회장으로 취임했다. 이때 백형린의 전력을 알게 된 독립 운동 단체에서는 백형린의 조선인회 회장 취임은 절대 불가이며 만일 취임을 강행한다면 그에게 위해를 가할 것이라는 협박장을 보내왔다. 결국 항일 단체의 습격을 받은 백형린은 1925년 1월 아들 백원달(白元達, 당시 21세)과 함께 살해되고 만다.

## 사후
- 2007년 대한민국 친일반민족행위진상규명위원회가 발표한 친일반민족행위 195인 명단에 포함되었다
- 2008년 공개된 민족문제연구소의 친일인명사전 수록예정자 명단에도 선정되었다.

## 같이 보기
- 일진회
- 만주보민회

## 참고자료
- 친일반민족행위진상규명위원회 (2007년 12월). 〈백형린〉 (PDF). 《2007년도 조사보고서 II - 친일반민족행위결정이유서》. 서울. 2146~2155쪽쪽. 발간등록번호 11-1560010-0000002-10. [깨진 링크(과거 내용 찾기)]